# Saint-Pathus
Saint-Pathus és un municipi francès, situat al departament de Sena i Marne i a la regió de Illa de França. L'any 2007 tenia 5.258 habitants.
Forma part del cantó de Mitry-Mory, del districte de Meaux i de la Comunitat d'aglomeració Roissy Pays de France.

## Demografia

### Població
El 2007 la població de fet de Saint-Pathus era de 5.258 persones. Hi havia 1.690 famílies, de les quals 198 eren unipersonals (103 homes vivint sols i 95 dones vivint soles), 411 parelles sense fills, 952 parelles amb fills i 129 famílies monoparentals amb fills.
La població ha evolucionat segons el següent gràfic:
Habitants censats

### Habitatges
El 2007 hi havia 1.757 habitatges, 1.712 eren l'habitatge principal de la família, 4 eren segones residències i 41 estaven desocupats. 1.618 eren cases i 137 eren apartaments. Dels 1.712 habitatges principals, 1.560 estaven ocupats pels seus propietaris, 140 estaven llogats i ocupats pels llogaters i 12 estaven cedits a títol gratuït; 14 tenien una cambra, 72 en tenien dues, 85 en tenien tres, 415 en tenien quatre i 1.125 en tenien cinc o més. 1.546 habitatges disposaven pel capbaix d'una plaça de pàrquing. A 599 habitatges hi havia un automòbil i a 1.053 n'hi havia dos o més.

### Piràmide de població
La piràmide de població per edats i sexe el 2009 era:
| Homes | Edats   | Dones |
| ----- | ------- | ----- |
| 4     | 95 o +  | 0     |
| 4     | 90 a 94 | 8     |
| 4     | 85 a 89 | 4     |
| 4     | 80 a 84 | 12    |
| 20    | 75 a 79 | 20    |
| 8     | 70 a 74 | 16    |
| 32    | 65 a 69 | 52    |
| 76    | 60 a 64 | 44    |
| 144   | 55 a 59 | 112   |
| 256   | 50 a 54 | 208   |
| 244   | 45 a 49 | 292   |
| 248   | 40 a 44 | 248   |
| 180   | 35 a 39 | 220   |
| 152   | 30 a 34 | 120   |
| 168   | 25 a 29 | 96    |
| 164   | 20 a 24 | 128   |
| 236   | 15 a 19 | 272   |
| 236   | 10 a 14 | 236   |
| 192   | 5 a 9   | 168   |
| 80    | 0 a 4   | 140   |

## Economia
El 2007 la població en edat de treballar era de 3.792 persones, 2.956 eren actives i 836 eren inactives. De les 2.956 persones actives 2.771 estaven ocupades (1.464 homes i 1.307 dones) i 186 estaven aturades (92 homes i 94 dones). De les 836 persones inactives 232 estaven jubilades, 410 estaven estudiant i 194 estaven classificades com a «altres inactius».

### Ingressos
El 2009 a Saint-Pathus hi havia 1.802 unitats fiscals que integraven 5.564 persones, la mediana anual d'ingressos fiscals per persona era de 23.180 €.

### Activitats econòmiques
Dels 140 establiments que hi havia el 2007, 3 eren d'empreses alimentàries, 8 d'empreses de fabricació d'altres productes industrials, 22 d'empreses de construcció, 31 d'empreses de comerç i reparació d'automòbils, 14 d'empreses de transport, 6 d'empreses d'hostatgeria i restauració, 3 d'empreses d'informació i comunicació, 4 d'empreses financeres, 7 d'empreses immobiliàries, 12 d'empreses de serveis, 19 d'entitats de l'administració pública i 11 d'empreses classificades com a «altres activitats de serveis».
Dels 43 establiments de servei als particulars que hi havia el 2009, 1 era una oficina de correu, 1 una oficina bancària, 2 tallers de reparació d'automòbils i de material agrícola, 1 autoescola, 1 paleta, 1 guixaire pintor, 2 fusteries, 4 lampisteries, 9 electricistes, 2 empreses de construcció, 8 perruqueries, 1 veterinari, 6 restaurants, 3 agències immobiliàries i 1 saló de bellesa.
Dels 8 establiments comercials que hi havia el 2009, 1 era una gran superfície de material de bricolatge, 3 fleques, 1 una fleca, 1 una peixateria, 1 una llibreria i 1 una botiga de roba.

## Equipaments sanitaris i escolars
Els 2 equipaments sanitaris que hi havia el 2009 eren farmàcies.
El 2009 hi havia 2 escoles elementals.

## Poblacions més properes
El següent diagrama mostra les poblacions més properes.